# Повноважне представництво УСРР
Повноважне представництво УСРР — найменування дипломатичних представництв УСРР у 1921—23 роках. Ці представництва називалися також дипломатичними місіями або просто місіями. Зокрема, на початку січня 1921 при уряді РСФРР почала діяти дипломатична місія на чолі з Ю. М. Коцюбинським. Невдовзі було відкрито П. п. УСРР у Польщі, Австрії, Туреччині, країнах Балтії тощо. До складу П. п. УСРР, крім повноважних представників, входили радники, перші й другі секретарі та ін. дип. персонал. Повноважні представництва УСРР виконували зовнішньополітичні функції, а також керували торговими представництвами УСРР, якщо такі були представлені в країні перебування. Припинили свою діяльність 1923 у зв'язку з утворенням союзного Наркомату закордонних справ, до якого перейшли функції колишніх відповідних респ. наркоматів.